# Candalides subrasea
Candalides subrasea är en fjärilsart som beskrevs av Grose-smith. Candalides subrasea ingår i släktet Candalides och familjen juvelvingar. Inga underarter finns listade i Catalogue of Life.